# Minettia tabidiventris
Minettia tabidiventris är en tvåvingeart som först beskrevs av Papp 1877.  Minettia tabidiventris ingår i släktet Minettia och familjen lövflugor. Inga underarter finns listade i Catalogue of Life.